# Iñaki Eraña
Ignacio Eraña Cassi (Gijón, Asturias, España, 3 de junio de 1965) es un exfutbolista y entrenador de fútbol español. Jugaba de centrocampista y también desempeñó el cargo de asesor externo del consejo de administración del Real Sporting de Gijón desde el mes de agosto de 2013 hasta que presentó su dimisión el 26 de enero de 2015. Durante la temporada 2015-16 dirigió al U. C. Ceares de la Tercera División de España. Además, es hijo del también exfutbolista Juan Eraña.

## Trayectoria
Formado en la cantera del Real Sporting de Gijón, en el año 1983 se incorporó a la plantilla del Sporting de Gijón Atlético. El día 3 de octubre de 1984 debutó con el primer equipo sportinguista en la Copa del Rey durante un encuentro disputado ante el Club Siero; además, anotó el cuarto gol en una victoria gijonesa por 1-6. Para la temporada 1986-87 firmó un contrato profesional con el Sporting, aunque no contó con minutos de juego y fue cedido al R. C. Recreativo de Huelva de Segunda División en febrero de 1987. A su regreso al Sporting, en la campaña 1987-88, debutó en Primera División en un partido contra el Valencia C. F. jugado en el estadio El Molinón. El 20 de diciembre de 1987 se estrenó como goleador en la categoría durante un encuentro ante el R. C. Celta de Vigo que finalizó con una victoria sportinguista por 1-3. En total, en las tres temporadas que permaneció en el Sporting llegó a participar en ochenta partidos y consiguió anotar tres tantos.
En el verano de 1990 alcanzó un acuerdo para abandonar el club asturiano y fichó por el Real Murcia C. F., que competía entonces en la Segunda División. En su primera campaña con los pimentoneros, la 1990-91, marcó tres goles en treinta y ocho encuentros y disputó el play-off de ascenso a la máxima categoría frente al Real Zaragoza. En el partido de vuelta de la eliminatoria, Eraña anotó uno de los tantos de su equipo, que finalmente cayó derrotado por 5-2 y no promocionó. En la temporada 1991-92 consiguió cinco tantos en treinta y siete partidos, que contribuyeron al undécimo puesto logrado por el Murcia; sin embargo, tras no poder concluir su proceso de transformación en sociedad anónima deportiva, el equipo descendió a Segunda División B y el jugador recaló en las filas del C. D. Logroñés.
En el club riojano disputó un total de noventa y un encuentros en los que anotó cinco goles, a lo largo de tres campañas, hasta el descenso a Segunda División de la temporada 1994-95. Posteriormente, rescindió su contrato con el Logroñés y fichó por la S. D. Compostela, donde permaneció dos años y jugó cincuenta y tres partidos. Su siguiente destino fue el C. F. Extremadura en la campaña 1997-98, en la que consiguió un ascenso a Primera División. Su escasa participación en la nueva categoría —llegó a participar sólo en cinco encuentros— motivó su salida del club de Almendralejo para incorporarse al C. D. Numancia de Soria en el mes de diciembre de 1998. Allí logró un nuevo ascenso a Primera antes de poner fin a su carrera deportiva en 1999.

## Clubes

### Como jugador
| Club                       | País   | Año       |
| -------------------------- | ------ | --------- |
| Sporting Atlético          | España | 1983-1986 |
| Real Sporting de Gijón     | España | 1986-1987 |
| R. C. Recreativo de Huelva | España | 1987      |
| Real Sporting de Gijón     | España | 1987-1990 |
| Real Murcia C. F.          | España | 1990-1992 |
| C. D. Logroñés             | España | 1992-1995 |
| S. D. Compostela           | España | 1995-1997 |
| C. F. Extremadura          | España | 1997-1998 |
| C. D. Numancia de Soria    | España | 1998-1999 |

### Como entrenador
| Club         | País   | Año       |
| ------------ | ------ | --------- |
| U. C. Ceares | España | 2015-2016 |